# Big Fat Liar
Big Fat Liar is een Amerikaanse film uit 2002 onder regie van Shawn Levy.

## Verhaal
Jason moet een scriptie maken, maar een Hollywood-producer bemachtigt deze per ongeluk en verfilmt het. Jason wil erkenning voor de film en gaat hem stalken met zijn vriendin Kaylee.

## Rolverdeling
| Acteur                 | Personage           |
| ---------------------- | ------------------- |
| Frankie Muniz          | Jason Shepherd      |
| Paul Giamatti          | Marty Wolf          |
| Amanda Bynes           | Kaylee              |
| Amanda Detmer          | Monty Kirkham       |
| Donald Faison          | Frank Jackson       |
| Sandra Oh              | Phyllis Caldwell    |
| John Cho               | Dustin 'Dusty' Wong |
| Alexandra Breckenridge | Janie Shepherd      |
| Kenan Thompson         | Feestganger         |